# Matelea lhotzkyana
Lhotzkyella lhotzkyana  là một loài thực vật có hoa trong họ La bố ma. Loài này được (E. Fourn.) Fontella mô tả khoa học đầu tiên năm 1990.